# Departamento Rawson (San Juan)
Das Departamento Rawson liegt im südlichen Zentrum der Provinz San Juan im Westen Argentiniens ist eine von 19 Verwaltungseinheiten der Provinz. Der Norden gehört zum Ballungsraum der Stadt San Juan.
Es grenzt im Norden an die Departamentos Rivadavia, Capital und Santa Lucía, im Osten an das Departamento Nueve de Julio, im Süden an die Departamentos Sarmiento und Veinticinco de Mayo und im Westen an das Departamento Pocito.
Die Hauptstadt des Departamento Rawson ist Rawson.

## Städte und Gemeinden
Das Departamento Rawson ist in folgende Gemeinden aufgeteilt:
- Rawson